# Manuel Arellano Remondo
Manuel Arellano y Remondo (Cornago, La Rioja; 4 de mayo de 1866 - Manila; 1929) fue un fraile dominico, helenista y geógrafo español.

## Biografía
A los quince años tomó los hábitos en Ocaña e hizo su profesión solemne cuatro años después en Ávila (1885). Sus estudios lo llevaron a Madrid, Salamanca y Barcelona, donde obtuvo al fin una licenciatura en Filosofía y Letras, en la que recibió premio extraordinario. En La Vanguardia (4 de octubre de 1893) aparece premiado por ser alumno sobresaliente con una colección de autores clásicos españoles otorgada por Manuela Rivadeneyra, hija del famoso editor de la BAE Manuel Rivadeneyra. Posteriormente se doctoró en la Universidad Central de Madrid con la tesis El Tártaro de los clásicos comparado con el Infierno de la Divina Comedia de Dante, defendida el 23 de abril de 1895; tres días después se embarca en el puerto de Barcelona a bordo del Isla de Panay en dirección a Manila, adonde arribó el 23 de mayo. Allí fue profesor de griego en la Universidad literaria de Manila.
Son aquellos años turbulentos por dos guerras disputadas entre españoles, filipinos y estadounidenses. Un año después de la llegada de Arellano es ejecutado en Manila José Rizal, héroe nacional y una de las figuras fundamentales de la identidad filipina. En diciembre de 1898, la Guerra hispano-estadounidense se salda, entre otras cosas, con la pérdida de Cuba por parte de España y la venta de Filipinas al gobierno estadounidense. Ese mismo año, Aguinaldo declara la independencia de Filipinas y en 1899 estalla la guerra filipino-estadounidense, en que tiene lugar el llamado genocidio filipino y que se alarga hasta abril de 1902. Manuel Arellano publicó entonces una Gramática griega elemental (1987) en 63 lecciones, una Geografía de Estados Unidos (1906), una Geografía particular de Filipinas (1908), Nociones de geografía general y una serie de tres artículos publicados a lo largo del año 1911 en la entonces incipiente revista Ciencia Tomista de la Facultad de Teología de San Esteban (Salamanca), en los que probablemente incluyó porciones y actualizaciones de su tesis doctoral. Se conserva también el discurso con el que Arellano abrió en acto solemne el curso 1923-24 en la
Real y Pontificia Universidad de Santo Tomás de Manila en que defiende la importancia e influencia de la esta institución en la civilización filipina. Falleció pocos años después, en 1929.

## Obras
- Gramática griega elemental. Manila, Tipog. de Santo Tomás, 1897.
- Breve descripción de los Estados Unidos = A brief description of the United States, Manila : Imp. del Colegio de Sto. Tomás, 1907, 3.ª ed.
- Nociones de geografía general. Manila, Tipog. de Santo Tomás, 1910.
- “Infierno del Dante, I”, Ciencia Tomista, 6, 390-394, 1911.
- “Infierno del Dante. Continuación”, Ciencia Tomista, 8, 221-231, 1911.
- “Infierno del Dante. Conclusión”, Ciencia Tomista, 10, 19-25, 1911.
- Geografía de las islas Filipinas, Manila, Tipog. de Santo Tomás, 1912.
- Influencia de la Universidad de Sto Tomas en la civilización filipina. Discurso leído en la solemne apertura del curso académico de 1923 á 1924 en la Real y Pontificia Universidad de Sto. Tomás de Manila... el 2 de julio de 1923 Manila: Tip. Pontificia del Col. de Sto. Tomás, 1923.